# Henry Cotton

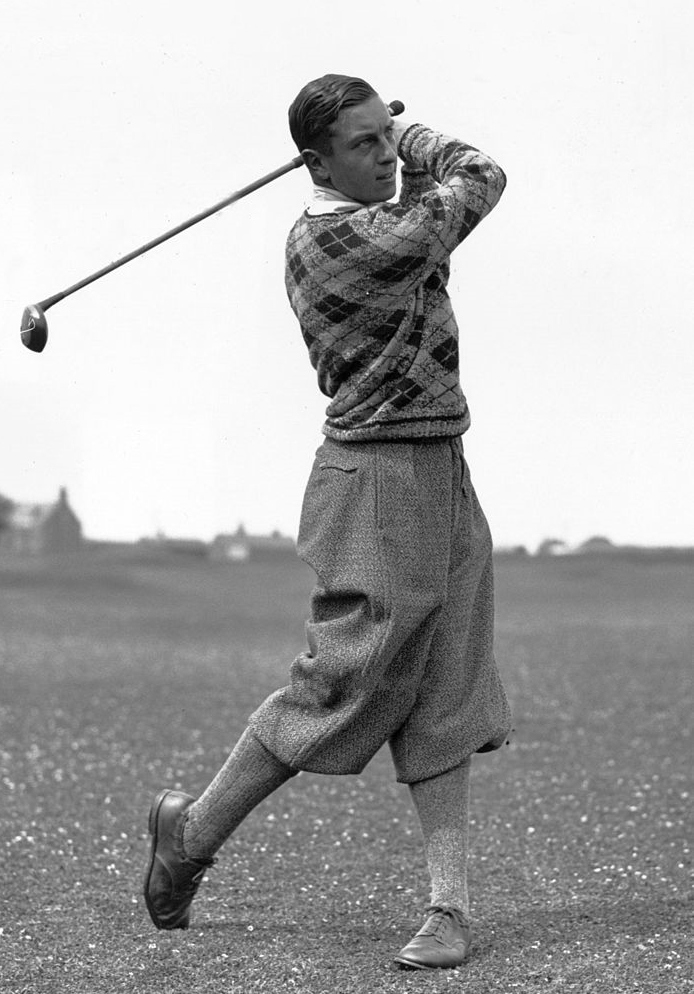
Henry Cotton in 1931

Henry Cotton (Holmes Chapel, 26 januari 1907 – Londen, 22 december 1987) was een prominent Brits golfer. Cotton heeft 30 Europese overwinningen op zijn naam staan, en twee andere.
Cotton probeerde net als Byron Nelson een rechte bal te slaan. Dit is opvallend, aangezien de meeste pro's een 'fade' of een 'draw' slaan, een slag waarbij de vlucht van de bal met opzet van rechts naar links of vice versa gaat.

## Biografie en carrière
Henry Cotton ging naar een 'public school', Alleyn's School in Dulwich. 
In 1928-1929 speelde hij een jaar in de Verenigde Staten en had onder andere les van Tommy Armour.
Tijdens de Tweede Wereldoorlog ging zijn gezondheid achteruit. Desondanks won hij na de oorlog tweemaal het Franse Open en deed hij nog regelmatig mee aan het Britse Open.
In 1968 verhuisde Cotton naar Portugal en werd hij golf-directeur bij het Penina Golf Hotel. In 1975 vond er een revolutie in Portugal plaats en werd hij het land uitgezet. Hij ging op Sotogrande lesgeven, een uur rijden ten zuiden van Málaga.

### Architect
In die tijd werden golfbanen ontworpen door bekende spelers zoals Jack Nicklaus, Arnold Palmer. Ook Henry Cotton heeft enkele golfbanen op zijn naam staan, vooral in de Algarve (Portugal), onder andere: Alto Golf (1961), Penina (1966), Ocean Course (1968) & Royal Course (1997) en Benamor (2000).

### Rookie of the Year Award
De Sir Henry Cotton Rookie of the Year Award wordt sinds 1960 uitgereikt. De winnaar wordt bepaald door een panel van de Europese Tour, de Royal and Ancient Golf Club of St Andrews en de 'Association of Golf Writers'. De winnaar is meestal de beste rookie op de Europese PGA Tour.

## Gewonnen
- 1926: Kent PGA
- 1927: Kent PGA
- 1928; Kent PGA, Croydon and District Professional Championship
- 1929: Kent PGA, Belgisch Open  en Argentijns Open
- 1930: Mar-del-Plata Open, Belgisch Open
- 1931: Dunlop Southport Tournament
- 1932: Dunlop Southport Tournament
- 1932: News of the World Match Play
- 1934: Belgisch Open, Britse Open met 5 slagen voorsprong
- 1935: Yorkshire Evening News Tournament
- 1936: Italiaans Open, Dunlop Metropolitan Tournament
- 1937: Duits Open, Silver King Tournament, Britse Open, Tsjechisch Open op Mariánské Lázně
- 1938: Duits Open, Belgisch Open, Tsjechisch Open in Karlovy Vary
- 1939: Duits Open, Daily Mail Tournament
- 1945: News Chronicle Tournament
- 1946: News of the World Match Play, Frans Open
- 1947: Frans Open, Yorkshire Evening News Tournament (tie met Norman Von Nida)
- 1948: White Sulphur Springs Invitation
- 1953: Dunlop 2,000 Guineas Tournament
- 1954: Penfold 1,000 Guineas Tournament

### Teams
- Ryder Cup: 1929, 1937, 1947 (captain), 1953 (captain), maar in 1931 niet. Hij werd uit het team gezet omdat hij op eigen gelegenheid wilde reizen en niet met het team.
- Harry Vardon Trophy: 1938

## Publicaties
- This Game of Golf (1948)